# 拉佩里耶尔
拉佩里耶尔（法語：La Perrière，法語發音：[la pɛʁjɛʁ] ⓘ）是法国萨瓦省的一个旧市镇，属于阿尔贝维尔区。2017年，拉佩里耶尔与市镇圣邦塔朗泰斯合并为新市镇库尔舍韦勒。

## 地理
拉佩里耶尔（45°26'42"N, 6°35'38"E）面积9.96 平方千米，位于法国奥弗涅-罗讷-阿尔卑斯大区萨瓦省，该省份为法国东部省份，历史上为薩伏依的一部分，北起上萨瓦省，西接伊泽尔省和安省，南部和东部与上阿尔卑斯省和意大利接壤。
与拉佩里耶尔接壤的市镇（或旧市镇、城区）包括：莱萨吕、布里德莱班、蒙塔尼、圣邦塔朗泰斯。

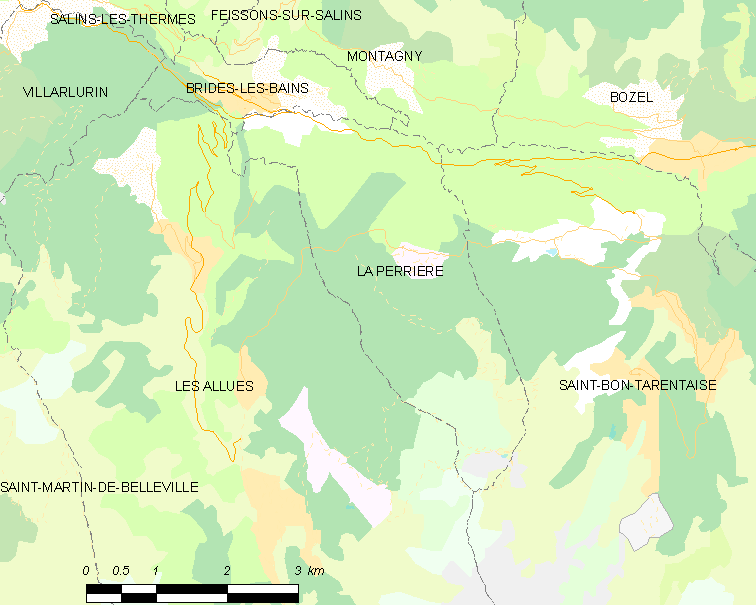
拉佩里耶尔的OSM定位图

拉佩里耶尔的时区为UTC+01:00、UTC+02:00（夏令时）。

## 行政
拉佩里耶尔的邮政编码为73600、73120，INSEE市镇编码为73198。

## 政治
拉佩里耶尔所属的省级选区为穆捷县。

## 人口

1962-2008年间拉佩里耶尔人口变化图示

拉佩里耶尔于2018年1月1日时的人口数量为498人。